# ديفيد ماكي
ديفيد ماكي (بالإنجليزية: David McKee)‏ هو كاتب ورسام توضيحي وكاتب للأطفال بريطاني، ولد في 2 يناير 1935 في ديفون في المملكة المتحدة.

## وصلات خارجية
- ديفيد ماكي على موقع IMDb (الإنجليزية)
- ديفيد ماكي على موقع ميوزك برينز (الإنجليزية)
- ديفيد ماكي على موقع ديسكوغز (الإنجليزية)